# Eisenstadt Mózes
Eisenstadt Mózes ben Izsák (17. század - 18. század) tanár, költő.
Eisenstadt Méir fivére volt. A kismartoni zsidók kiűzésekor (1670) ő is elhagyta hazáját és Prágába ment, ahol tanítással foglalkozott. Ott írta a Chochmasz Hamiszpár című aritmetikai tankönyvét (Dyhernfurth (Dirnfurt, Direnfurt), 1712) és az 1713-1714. Prágában dühöngő pestisben elhaltakról az Ein neu Klaglied (Amszterdam, 1714) című siralmat.